# آلا-تیلگا
آلا-تیلگا (به لاتین: Ala-Tilga) یک منطقهٔ مسکونی در استونی است که در دهستان هانیا واقع شده‌است.